# Rebeca Linares
Rebeca Linares, eg. Verónica Linares (född 13 juni 1983 i San Sebastián, Spanien) är en spansk porrskådespelare.

## Biografi
Linares började sin karriär inom porrindustrin 2005 (22 år gammal) med att spela in filmer i Spanien och senare i Frankrike och andra delar av Europa. Efter ett antal filmer åkte hon över till USA för att fortsätta sin karriär. En av hennes första scener där var med den obscenitetsdömda regissören Max Hardcore.

## Filmografi
IAFD listar 121 olika titlar (16 november 2007) där hon medverkat (då IAFD främst listar amerikanska filmer är detta till viss del missvisande), de flesta med koncentration på analsex.